# Gölsjön (Gällaryds socken, Småland)
Gölsjön är en sjö i Värnamo kommun i Småland och ingår i Lagans huvudavrinningsområde. Sjön har en area på 0,113 kvadratkilometer och ligger 178 meter över havet.

## Delavrinningsområde
Gölsjön ingår i det delavrinningsområde (633055-141096) som SMHI kallar för Utloppet av Rymmen. Avrinningsområdets medelhöjd är 188 meter över havet och ytan är 46,51 kvadratkilometer. Räknas de 67 delavrinningsområdena uppströms in blir den ackumulerade arean 1 095,02 kvadratkilometer. Skålån (Storån) som avvattnar avrinningsområdet har biflödesordning 2, vilket innebär att vattnet flödar genom totalt 2 vattendrag innan det når havet efter 172 kilometer. Delavrinningsområdet består mestadels av skog (56 procent). Avrinningsområdet har 13,51 kvadratkilometer vattenytor vilket ger det en sjöprocent på 29 procent.